# İlahi
Ein İlahî (Plural ilahîler, von arabisch الٰهي, DMG ilāhī ‚göttlich, auf Gott bezüglich‘) ist bei den Turkvölkern ein vertontes Gedicht religiösen oder sufistischen Inhalts. Die Bezeichnung einer solchen Hymne als „ilahi“ ist seit dem 17. Jahrhundert nachweisbar.
Ilahîler' sind Versformen der religiösen/sufischen Volksliteratur, die mit bestimmten Makams geschrieben, komponiert und gesungen werden, um Gott zu loben, zu ihm zu beten und zum Ausdruck zu bringen, dass die größte Liebe die Liebe zu ihm ist.
Oft liefern die poetischen Werke bekannter Sufis wie zum Beispiel Dschalal ad-Din Rumi oder Yunus Emre die Texte für ein İlahî. Ilahîler' werden oft in Verbindung mit der Zeremonie des Dhikr gesungen.

## Bekannte Interpreten
- Ahmet Özhan
- Sami Yusuf